# Carl Emil Felix Minder
Carl Emil Felix Minder (1927) è un imprenditore svizzero.
È Presidente e proprietario di Silent Gliss Italia Srl e Medit Srl. Tra il 1995 e il 2003 ha ricoperto la carica di Presidente di Swiss Chamber – Camera di Commercio Svizzera in Italia, di cui è tuttora Presidente Onorario.
È uno dei padri fondatori di Silent Gliss, azienda nata nel 1952 dall'idea a suo tempo rivoluzionaria di un nuovo sistema per tende, e ha contribuito al suo successo creando una rete di licenziatari in diversi paesi del mondo. Il 26 aprile 1954 ha co-fondato la Silent Gliss Limited in Inghilterra, prima filiale del marchio al mondo. 
Nel 1971 è socio fondatore di Silent Gliss Holding AG di cui è Vice Presidente fino al 2009. Dopo la riorganizzazione del gruppo Silent Gliss, il 30 settembre 2011 ha ceduto la sua quota di partecipazione nella Silent Gliss Holding AG, mantenendo la proprietà di Silent Gliss Italia fondata nel 1969. 
Ha ottenuto nel 1997 il riconoscimento ufficiale da parte delle autorità italiane con l'iscrizione di Swiss Chamber all'Albo delle Camere di Commercio Estere in Italia presso il Ministero del Commercio con l'Estero.
Nel 1999 ha contribuito alla costituzione di Promosvizzera Srl, società di servizi della Camera di commercio per la gestione dei servizi commerciali. Swiss Chamber diventa così l'unica CCS all'estero economicamente indipendente.